# Wörthstraße 39 (München)

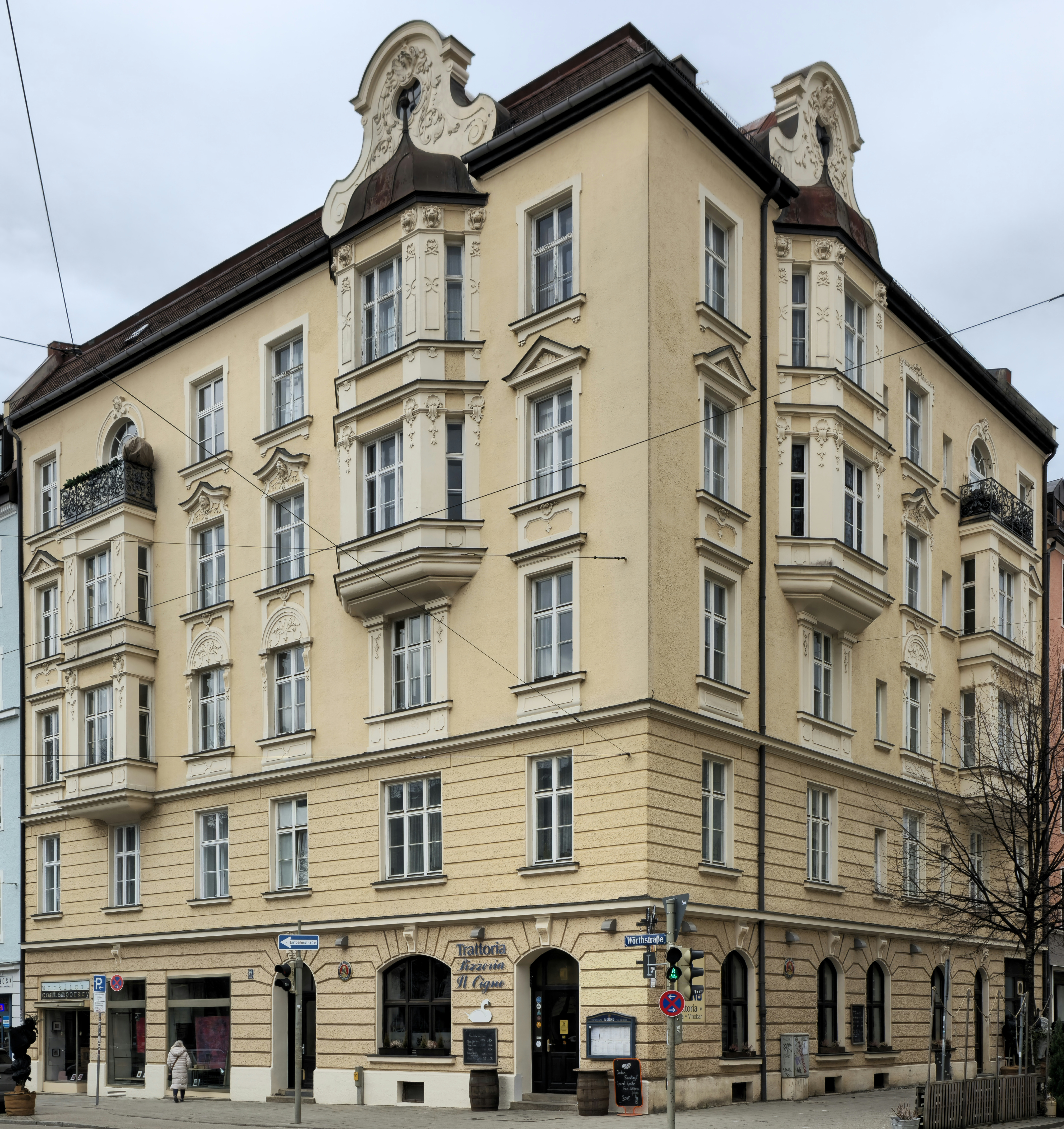
Haus Wörthstraße 39

Das Haus Wörthstraße 39 ist ein denkmalgeschütztes Mietshaus im Münchner Stadtteil Haidhausen.

## Beschreibung
Der neubarocke Eckbau mit Erkern und reichem Stuckdekor wurde im Jahr 1897 von J. Neumayer nach Plänen des Bautechnikers J. Schretter errichtet. 

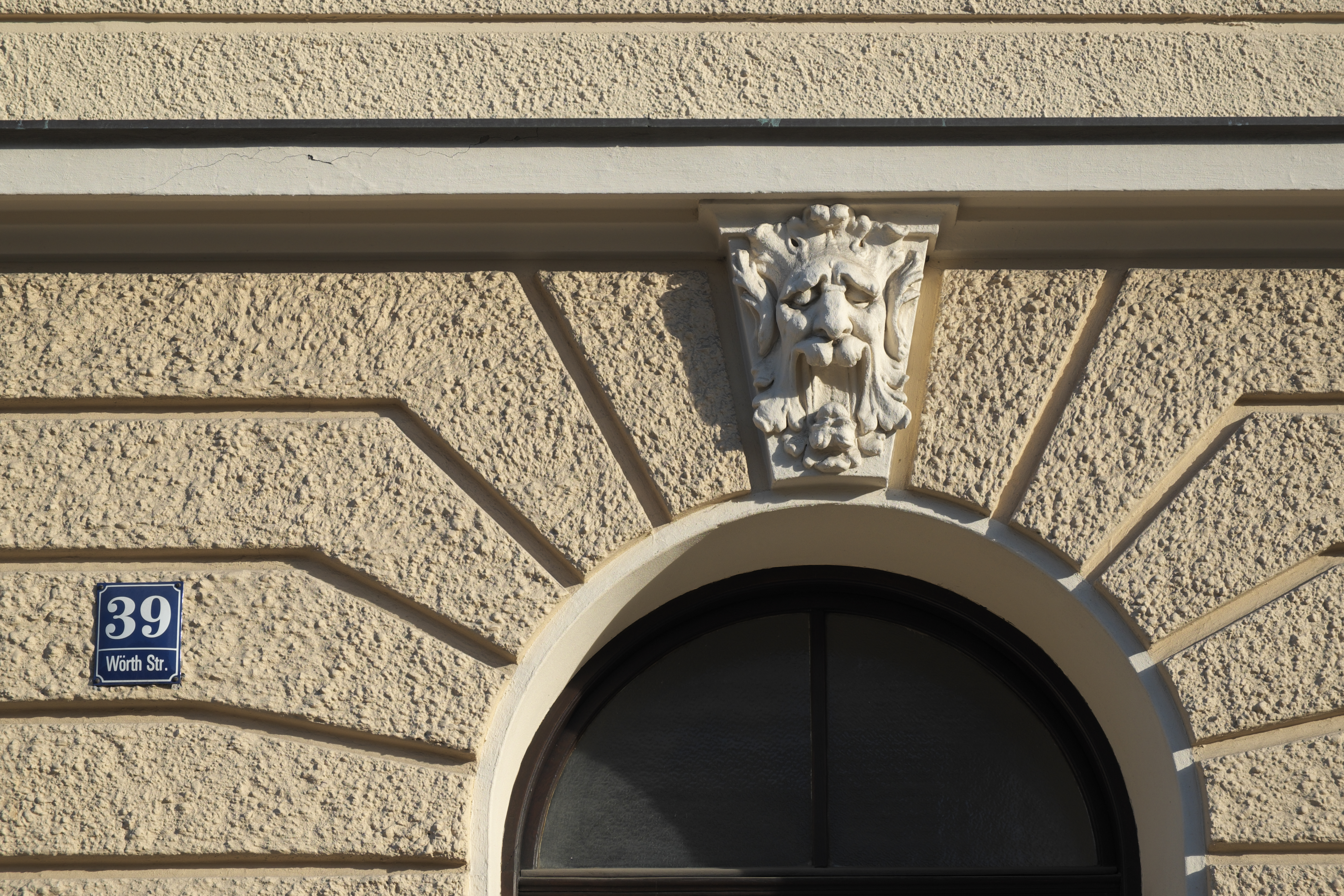
Agraffe über dem Eingang
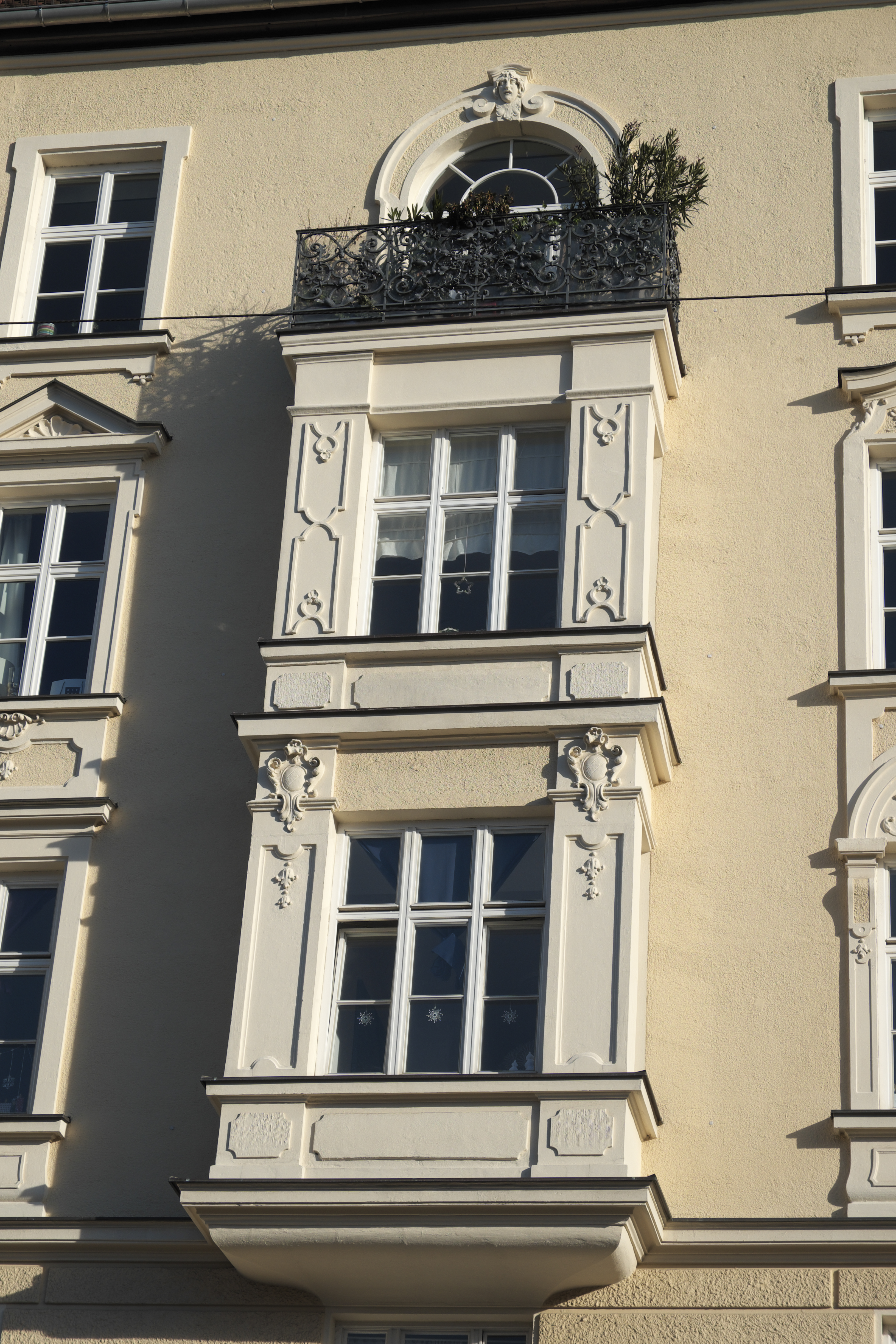
Erker
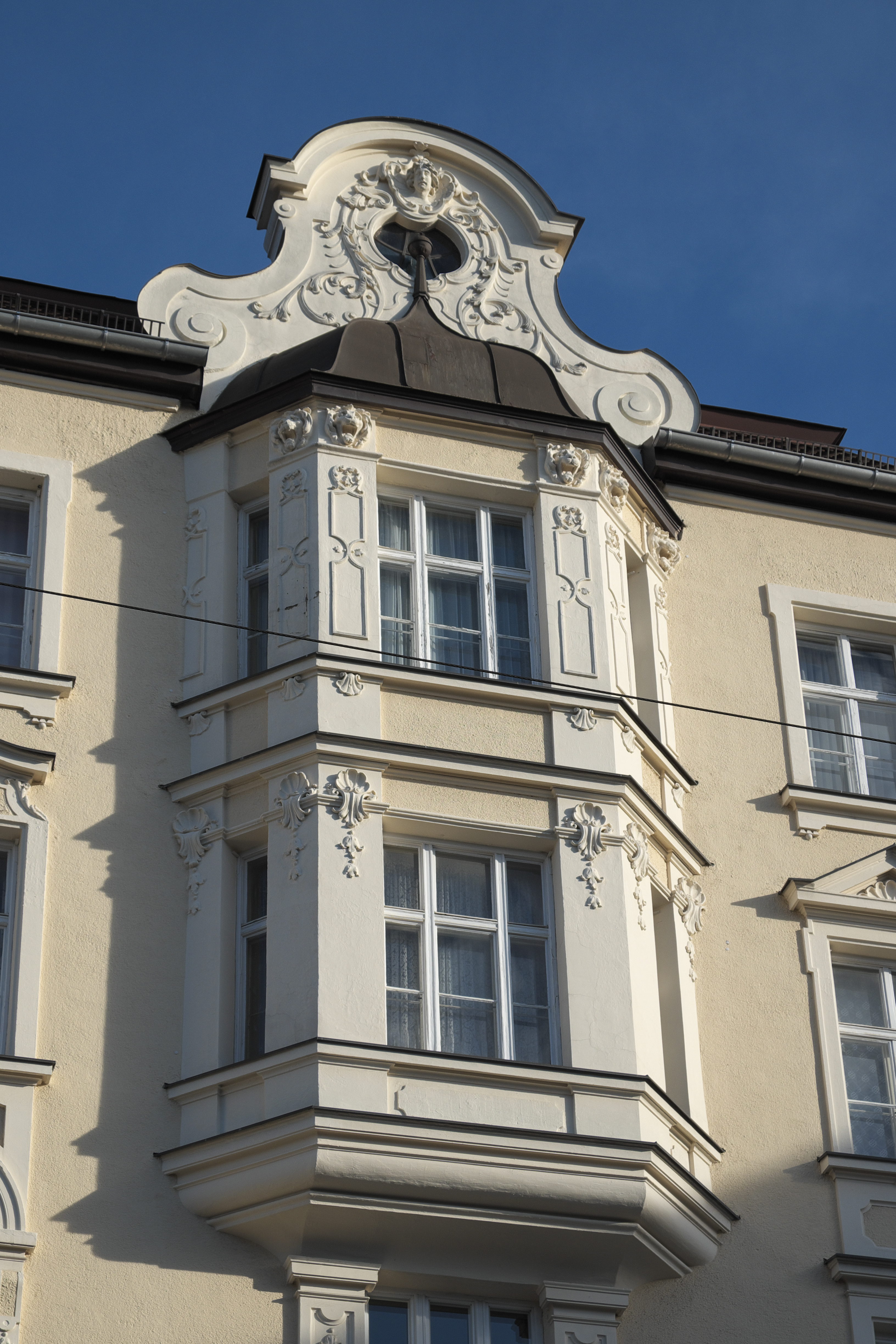
Erker
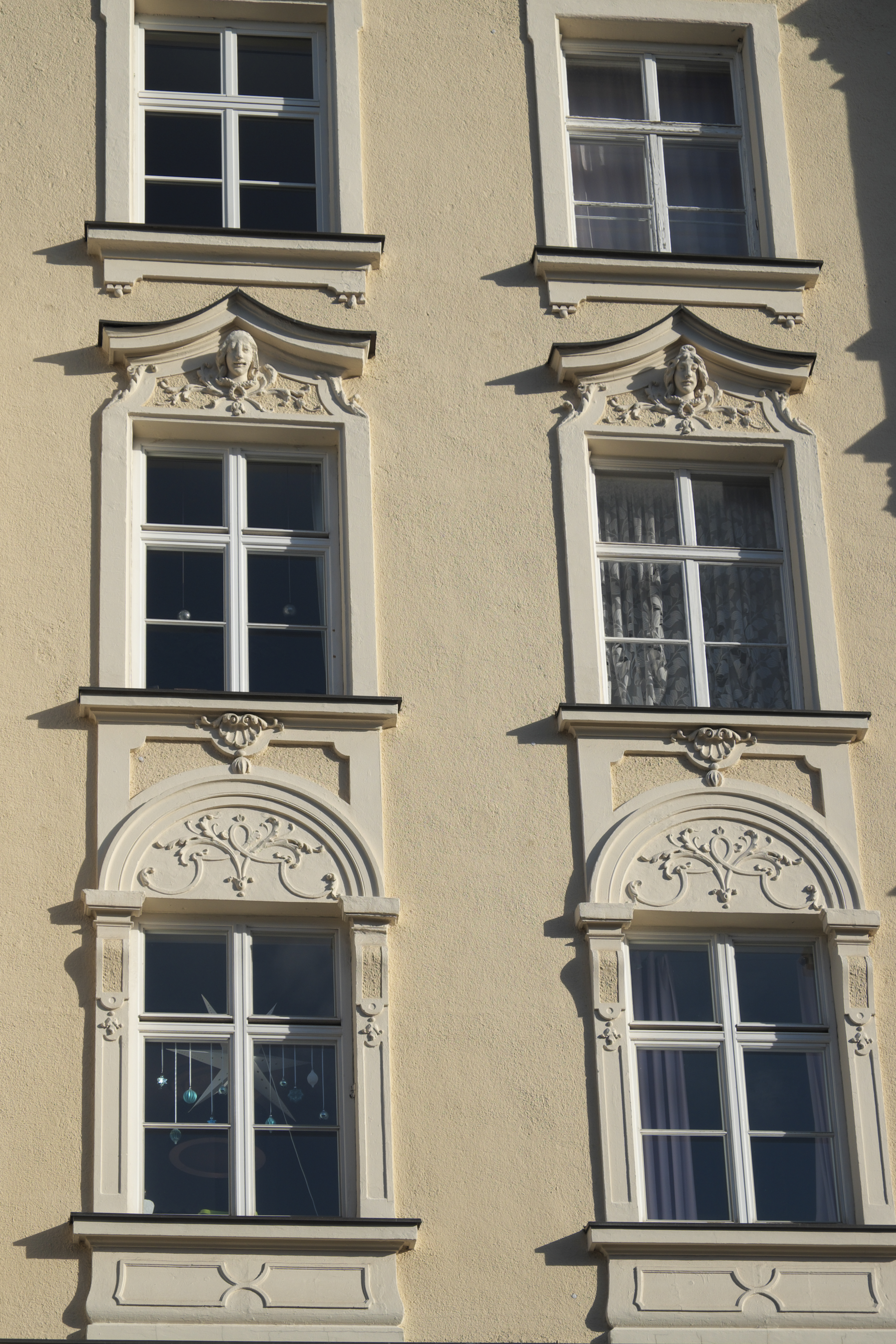
Fenster mit Stuckdekor